# Straßengraben (Ölbach)
Der Straßengraben ist ein etwa 0,7 km langer Bach im Main-Tauber-Kreis im Norden von Baden-Württemberg und der linke Oberlauf des Ölbachs, der dann im Tauberbischofsheimer Dorf Dittwar in den Muckbach einfließt.

## Geographie

### Verlauf
Der Straßengraben entsteht in einer Talgabel auf etwa 305 m ü. NHN etwa 2 km westnordwestlich der Dorfmitte von Dittwar, einem Stadtteil von Tauberbischofsheim, und läuft auf den Ort zu. Noch weit vor diesem unterquert er einen Wirtschaftsweg und fließt dann auf dessen anderer Seite etwas unter 270 m ü. NHN von links mit dem Reißberggraben zum Ölbach zusammen.
Der Bach beginnt grabenartig und ohne höheren Bewuchs am Ufer, erst ab dem Mittellauf wird er von einer lückenhaften Galerie aus Baum und Strauch begleitet. Er hat keine Zuflüsse.

### Einzugsgebiet
Das Einzugsgebiet ist etwa 1,2 km² groß und Teil des Unterraums Umpfer-Wachbach-Riedel im Naturraum Tauberland; der Lauf liegt zur Gänze im Teilraum Königheimer Tal. Die Randhöhen darum herum erheben sich auf bis zu 370 m ü. NHN am Nordwesteck des Einzugsgebietes auf der Gissigheimer Höhe. Etwa ein Drittel des Einzugsgebietes, überwiegend linksseits des Baches, liegt in der Teilgemarkung Dittwar von Tauberbischofsheim, das übrige in der Gemeinde Königheim, meist in deren Teilgemarkung Gissigheim. Auf etwa einem Viertel des Einzugsgebietes, zumeist linksseits im Dittwarer Forstdistrikt Neuberg, steht Wald, die offene Flur wird zumeist beackert.
Reihum grenzen die Einzugsgebiete folgender Nachbargewässer an:
- Im Südwesten fließt der Adelsgraben zum Brehmbach;
- der Brehmbach selbst ist im übrigen Westen und im Norden das nächste offene Fließgewässer;
- im Osten liegt Einzugsgebiet des abfließenden Ölbachs.

## Geologie und Naturräume
Im Einzugsgebiet steht naturraumtypisch Muschelkalk an, weit überwiegend ist es Oberer Muschelkalk, doch streicht am Fuß der Mündungssporne beidseits der Unterlaufs kleinflächig auch Mittlerer Muschelkalk aus. Die Talmulde, die sich am Bachursprung gabelt und sich dann in Trockental-Ästen weit bergwärts fortsetzt, ist mit Schwemmland aus dem Holozän gefüllt, daneben gibt es, ebenfalls aus dem Quartär, zwei kleine Schichtinseln aus Lösssediment.

## Geschichte
Am Fronleichnamstag, dem 21. Juni 1984 führte Starkregen zu einer Hochwasserkatastrophe in den Tälern des Ölbachs und von dessen Zuflüssen sowie einiger Nachbargewässer. Dittwar und die umliegenden Gemeinden waren betroffen. Es entstand ein Schaden von etwa 90 Millionen Deutsche Mark.